# مایکل جانسون (دونده)
مایکل دوِین جانسون (به انگلیسی: Michael Duane Johnson) (زادهٔ ۱۳ سپتامبر ۱۹۶۷ در دالاس، تگزاس) دوندهٔ دوهای سرعت اهل ایالات متحده آمریکا است. وی بین سال‌های ‎۱۹۹۲ تا ۲۰۰۰ میلادی در بازی‌های المپیک در مجموع ۴ مدال طلا (۲ طلا در ۴۰۰ متر، ۱ طلا در ۲۰۰ متر و یک طلا در ۴ در ۴۰۰ متر) را کسب کرده و هشت بار هم قهرمان جهان شده‌است. وی با داشتن هشت مدال طلا در کنار کارل لوئیس رکورد بیشترین قهرمانی دو و میدانی جهان را در اختیار دارد و از پرافتخارترین دوومیدانی‌کاران جهان در طول تاریخ است.
مایکل جانسون رکورددار پیشین، جهان و المپیکِ دو ۴۰۰ متر است. رکورد جهانی او در قهرمانی جهان ۱۹۹۹ سویا با زمان ۴۳٫۱۸ ثانیه و رکورد المپیک او در المپیک ۱۹۹۶ آتلانتا با زمان ۴۳٫۴۹ ثانیه ثبت شد. او همچنین در گذشته (۱۹۹۶ تا ۲۰۰۸) رکورد جهانی و المپیک دو ۲۰۰ متر (۱۹٫۳۲ ثانیه در المپیک ۱۹۹۶ آتلانتا) و رکورد ۴۰۰ متر داخل سالن (۴۴٫۶۳ در آتلانتا، ۱۹۹۵) را هم در اختیار داشت. او به‌همراه تیم ملی آمریکا رکورد دو ۴ در ۴۰۰ متر امدادی (۲:۵۴٫۲۹ در اشتوتگارت، ۱۹۹۳) و رکورد مسافت غیررسمی ۳۰۰ متر (۳۰٫۸۵ ثانیه در پرتوریا، ۲۰۰۰) را هم در اختیار دارد.
وی تنها دوندهٔ مرد است که در یک المپیک، هم‌زمان مدال طلای ۲۰۰ متر و ۴۰۰ متر را کسب کرده‌است؛ کاری که در المپیک ۱۹۹۶ آتلانتا انجام داد و طی آن رکورد جهانی تازه‌ای هم در هر دو ماده به‌جا گذاشت. او در ۲۰۰ متر، درحالی‌که ۱۰۰ متر اول را در ۱۰٫۱۲ ثانیه دویده بود، با رکورد ۱۹٫۳۲ رکورد قبلی جهان را که خودش سالِ پیش از آن در رقابت‌های انتخابیِ المپیک با ۱۹٫۶۶ ثانیه به‌جا گذاشته بود بیش از ۳ دهم ثانیه ارتقا داد که بیشترین کاهش رکورد این ماده در تمام رکوردشکنی‌های تاریخ بوده‌است.
جانسون در واقع پنج مدال طلای المپیک کسب کرده‌است، اما یکی از مدال‌های طلای او که در ۴ در ۴۰۰ متر المپیک ۲۰۰۰ سیدنی به‌دست آمد، به دلیل دوپینگ دو تن از هم‌تیمی‌های او پس گرفته شده‌است. او در المپیک ۱۹۹۲ بارسلون، شانس اصلی قهرمانی ۲۰۰ متر بود، اما یک مسمومیت غذایی تنها دو هفته قبل از مسابقه باعث شد تا از آمادگی کامل دور شود و نتواند به فینال دو ۲۰۰ متر صعود کند. البته در ۴ در ۴۰۰ متر موفق به کسب مدال طلا به‌همراه تیم آمریکا شد.
جانسون همچنین تنها دونده‌ای‌ست که هم قهرمان ۲۰۰ متر و هم قهرمان ۴۰۰ متر جهان شده‌است؛ در جهانی ۱۹۹۱ قهرمان ۲۰۰ متر، در ۱۹۹۳، ۱۹۹۷ و ۱۹۹۹ قهرمان ۴۰۰ متر و در ۱۹۹۵ قهرمان هر دو ماده شد. در جهانی توکیو ۱۹۹۱ اختلاف ۳۳ صدم ثانیه‌ای او با نفر دوم ۲۰۰ متر (فرانکی فردریکس نامیبیایی)، بیشترین اختلاف نفر اول و دوم این رشته پس از جسی اونز در المپیک ۱۹۳۶ برلین بود. وی در قهرمانی ۱۹۹۳ جهان هم دو طلا در ۴۰۰ متر و ۴ در ۴۰۰ متر امدادی کسب کرد. او قسمت خود در ۴ در ۴۰۰ متر را در ۴۲٫۹۱ ثانیه دوید که بهترین زمان ۴۰۰ متر امدادی در تاریخ این رشته است.
مایکل جانسون به دلیل سبک خاص و غیرمتعارفِ دویدن خود مشهور است. وی در هنگام دویدن، بالاتنهٔ خود را مستقیم و ثابت نگه می‌داشت و با گام‌های کوتاهی می‌دوید. تکنیک دویدن او اشتباه و مبتدیانه به‌نظر می‌رسید و خلاف اصول علمی و تجربیِ دو سرعت بود که بر تمایل سر و سینه به سمت جلو و بالابردن حداکثریِ زانو و برداشتن گام‌های بلند برای رسیدن به حداکثر سرعت تأکید دارد. با این حال، وی با همین روشِ دویدن، یکی از بهترین دوندگان سرعت تاریخ در مسافت‌های طولانی‌تر (۲۰۰ تا ۴۰۰ متر) محسوب می‌شود. از ۱۰۰ رکورد برتر دو ۴۰۰ مترِ تاریخ، هنوز ۲۷ رکورد به مایکل جانسون تعلق دارد، و از ۱۰۰ رکورد برتر دو ۲۰۰ مترِ تاریخ هم ۱۳ رکورد در اختیار اوست. وی ۲۲ بار ۴۰۰ متر را در کمتر از ۴۴ ثانیه دویده که این تعداد، بیش از دوبرابر هر دوندهٔ دیگری است! او همچنین تنها دونده‌ای‌ست که هم ۲۰۰ متر را زیر ۲۰ ثانیه و هم ۴۰۰ متر را زیر ۴۴ ثانیه دویده‌است.
قد او در وب‌گاه فدراسیون بین‌المللی دو و میدانی ۱٫۸۵ متر و وزن او ۷۸ کیلوگرم ثبت شده‌است. رکورد ۱۰۰ متر او نیز ۱۰٫۰۹ ثانیه است.
جانسون در سال ۱۹۹۰ در رشتهٔ تجارت از دانشگاه بیلر فارغ‌التحصیل شد. او در سال ۲۰۰۱ از ورزش حرفه‌ای خداحافظی کرد و از آن به‌بعد یک شرکت مشاورهٔ ورزشی را تأسیس کرده و به‌عنوان مفسر برنامه‌های تلویزیونی و نویسندهٔ روزنامه هم مشغول است و مشاور تیم‌های دو سرعت دانشگاه بیلور است. جانسون مربی جرمی وارینر، قهرمان ۴۰۰ متر المپیک ۲۰۰۴ آتن هم بود. او در میل وَلی، کالیفرنیا به‌همراه همسرش کری و پسرش سباستین زندگی می‌کند.